# Табор-Мали
Табор-Мали (пол. Tabor Mały) — село в Польщі, у гміні Бралін Кемпінського повіту Великопольського воєводства.
Населення — 217 осіб (2011).
У 1975-1998 роках село належало до Каліського воєводства.

## Демографія
Демографічна структура станом на 31 березня 2011 року:
|          | Загалом | Допрацездатний вік | Працездатний вік | Постпрацездатний вік |
| -------- | ------- | ------------------ | ---------------- | -------------------- |
| Чоловіки | 111     | 33                 | 67               | 11                   |
| Жінки    | 106     | 27                 | 60               | 19                   |
| Разом    | 217     | 60                 | 127              | 30                   |